# Grandjean de Montigny
Auguste Henri Victor Grandjean de Montigny (Paris, 15 de julho de 1776 – Rio de Janeiro, 2 de março de 1850) foi um arquiteto francês radicado no Brasil. 
Foi integrante da Missão Artística Francesa que chegou ao Rio de Janeiro em 1816. Teve uma grande importância no desenvolvimento da arquitetura no Brasil e na divulgação da estética neoclássica. Deu aulas na Academia Imperial de Belas Artes ao longo de mais de vinte anos, formando muitos discípulos. A maioria da sua obra jamais saiu do papel, e a maioria da que pôde levar a cabo foi demolida mais tarde.

## Vida na Europa
Grandjean de Montigny nasceu a 15 de julho de 1776 em Paris, filho de Claude-Jean-Baptiste Grandjean de Montigny e
Jeanne-Ursule Cornet. Seu avô Pierre Grandjean havia sido escabino e fazia parte da pequena nobreza. Grandjean foi sogro do pintor Arnaud-Julien Pallière e avô de João Leão Pallière, também pintor.

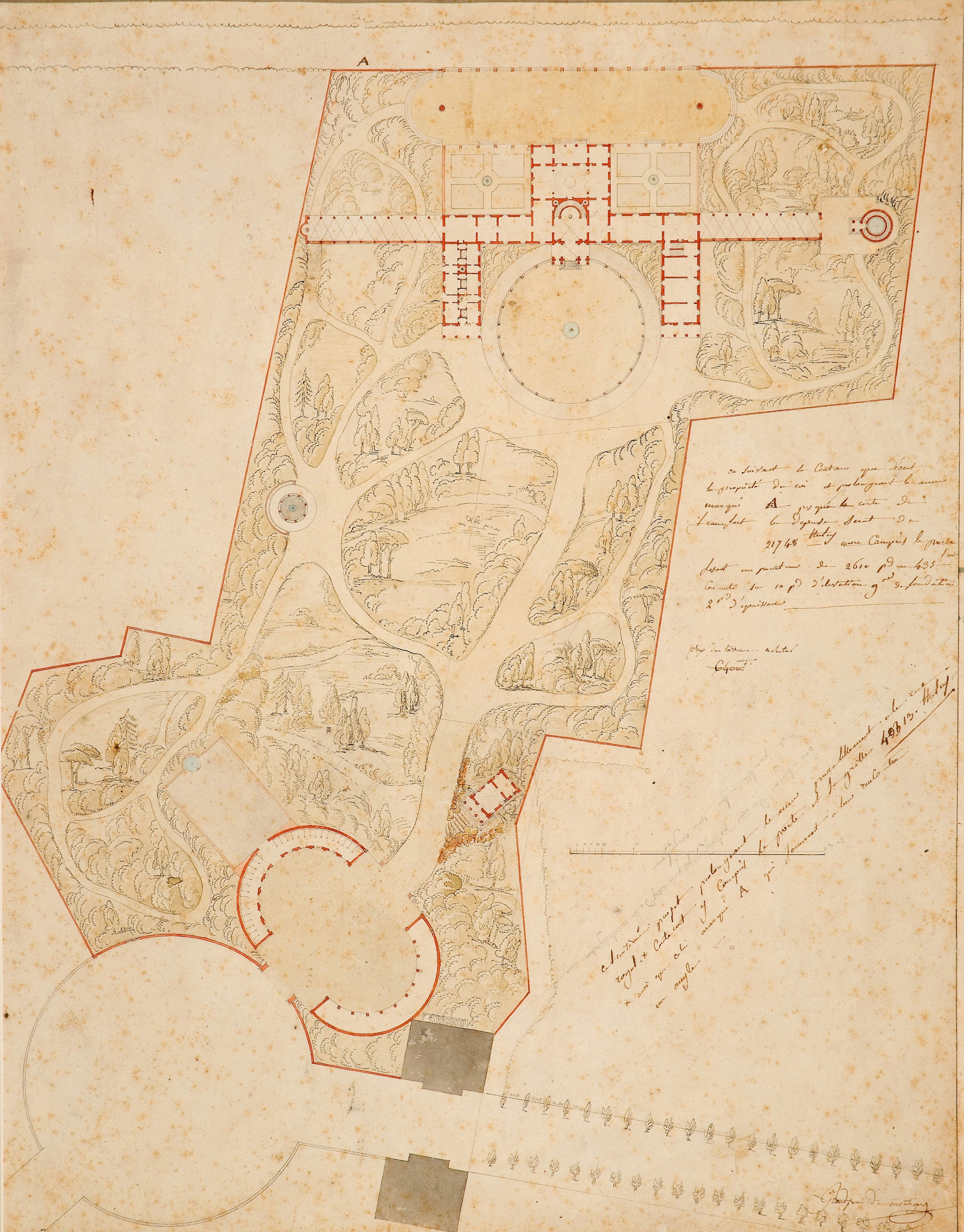
Projeto de palácio e jardins para o rei da Vestfália.

Fez seus primeiros estudos no Liceu de Paris e depois ingressou na Academia Real de Arquitetura. Em 1799 venceu o prestigioso Prêmio de Roma, ganhando uma bolsa de estudos de quatro anos na Academia da França em Roma. Lá foi reconhecido como aluno brilhante. Viajou por várias partes da Itália, sempre estudando e fazendo esboços. Em 1802 foi encarregado da restauração da sede da Academia, a Villa Médici, e em 1803 participou de obras no antigo túmulo de Cecília Metella. Elaborou vários outros projetos que não foram executados, como um orfanato militar, um hospital para pobres e um fórum. As plantas foram exibidas publicamente em 1805.
Ainda em 1805 voltou à França e passou a trabalhar para o governo de Napoleão, realizando diversos projetos: um edifício monumental dedicado às artes e às ciências, um projeto para a fusão do Palácio do Louvre com o Palácio das Tulherias, e um arco de triunfo, além de participar do concurso para o Templo da Glória. Nenhum foi executado. Em 1808 foi nomeado arquiteto oficial do Reino da Vestfália, Estado criado por Napoleão. Viveu três anos em Cassel, ocupado com a reforma do Palácio da Bela Vista, mais tarde demolido.
Com a retomada da Vestfália pelos alemães em 1813, Granjean voltou para a Paris, onde publicou os tratados Recueil des plus beaux tombeaux exécutés em Italia durant les XVe et XVI siècles d’après les dessins des plus célèbres architectes et sculpteurs (1814) e Architecture Toscane, ou palais, maisons et autres édifices de la Toscane, mesures et dessinés (1815), este último escrito em parceria com Augustin Famin. Começava a ser visto como uma grande autoridade. Em 1815 foi indicado para um cargo na corte russa, mas rejeitou a oferta.
Com a queda de Napoleão, Grandjean perdeu seu espaço. Juntou-se então ao grupo de artistas que, organizado por Joachim Lebreton, preparava-se para partir para o Rio de Janeiro, onde D. João VI e a corte portuguesa se haviam instalado em 1808.

## Vida e obra no Rio de Janeiro

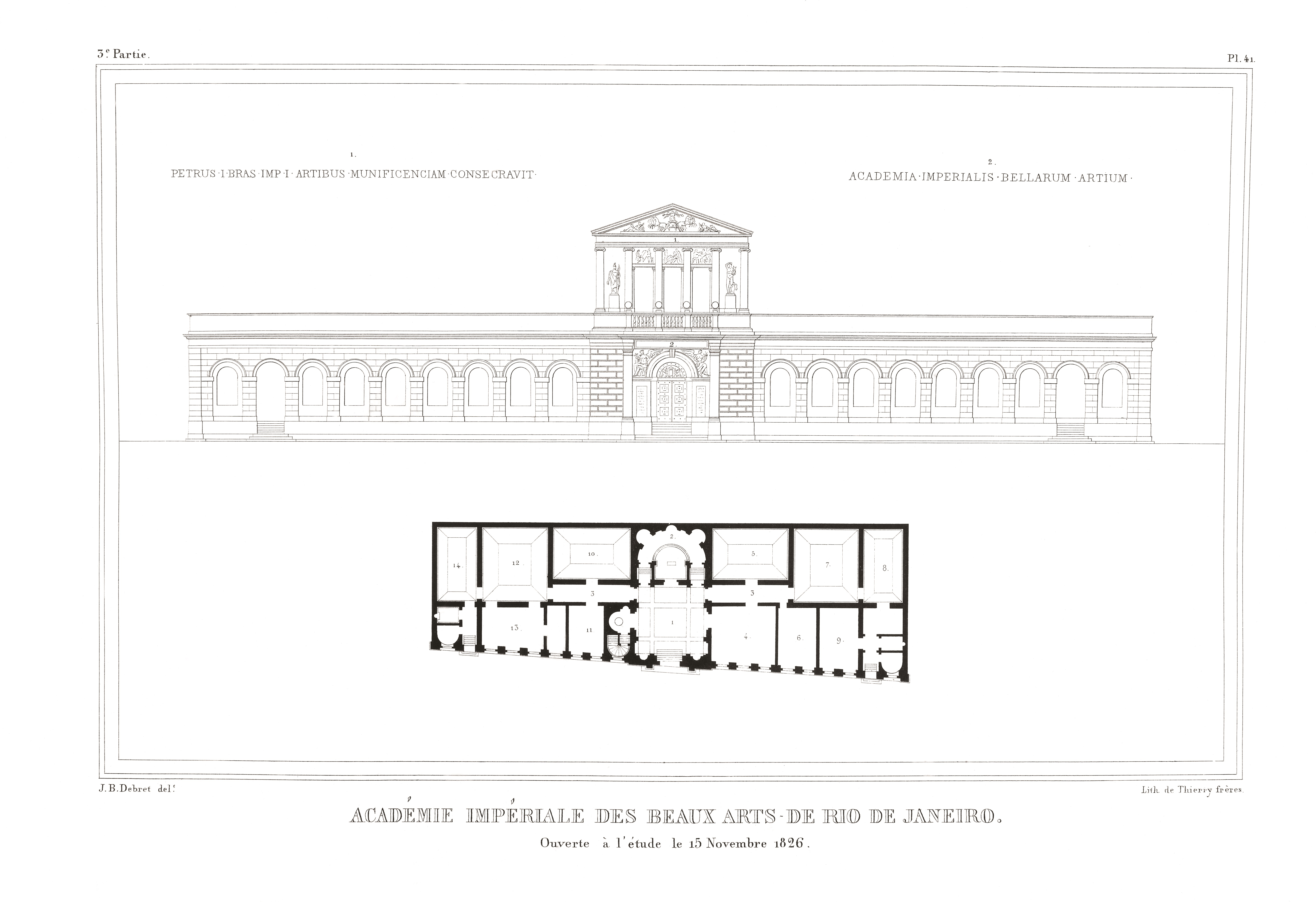
O projeto original da Academia Imperial.

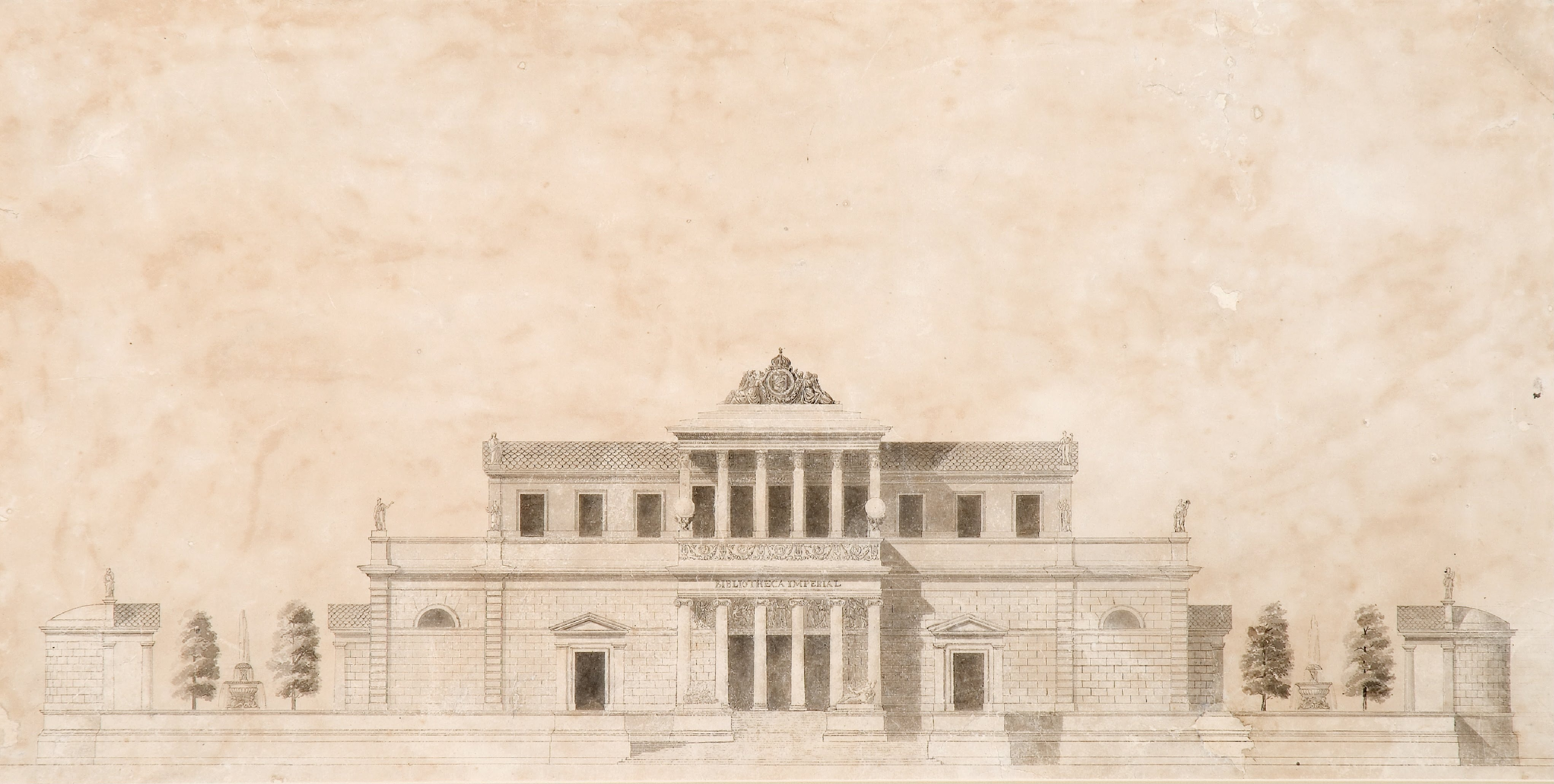
Projeto da Biblioteca Imperial.

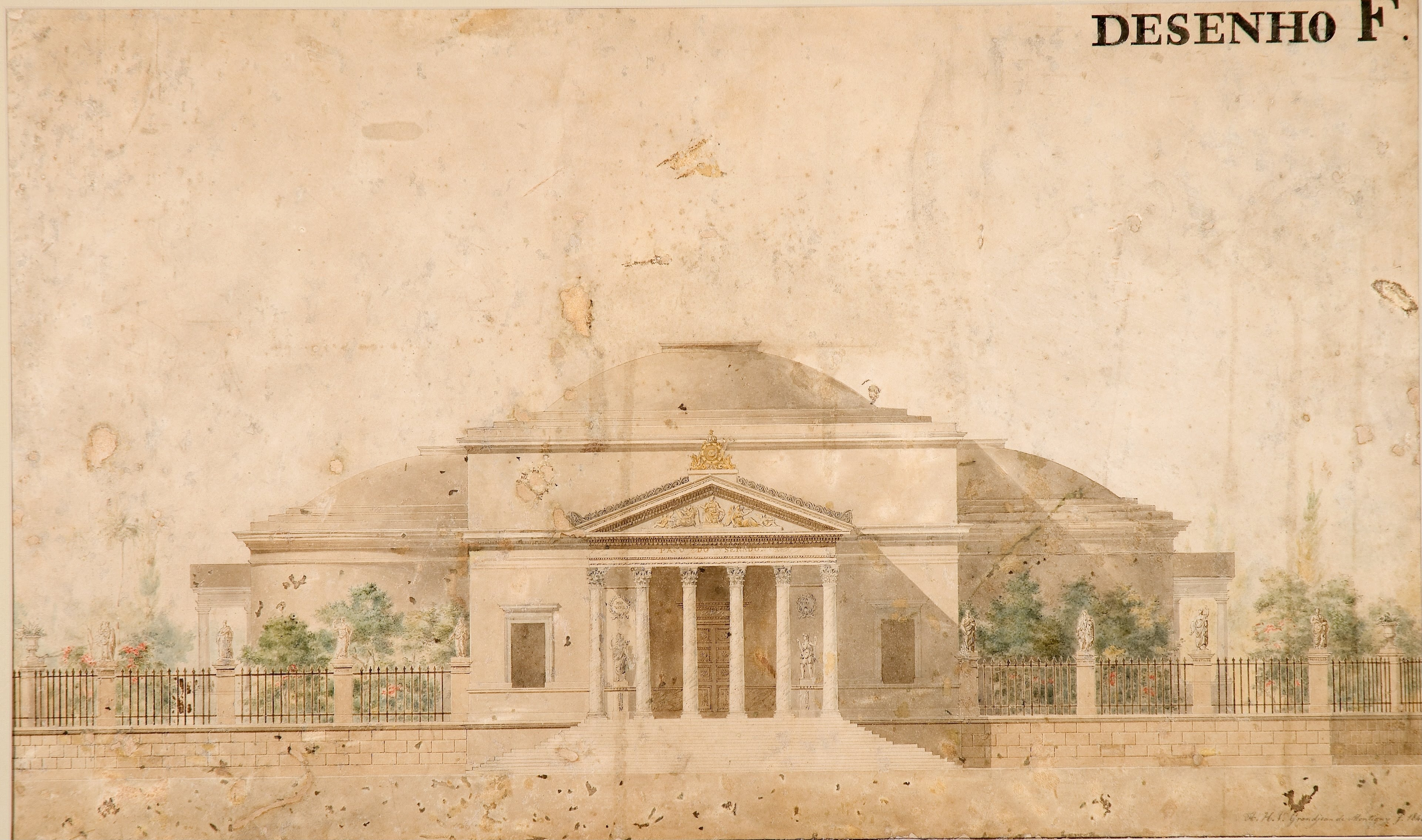
Projeto para o Palácio do Senado.

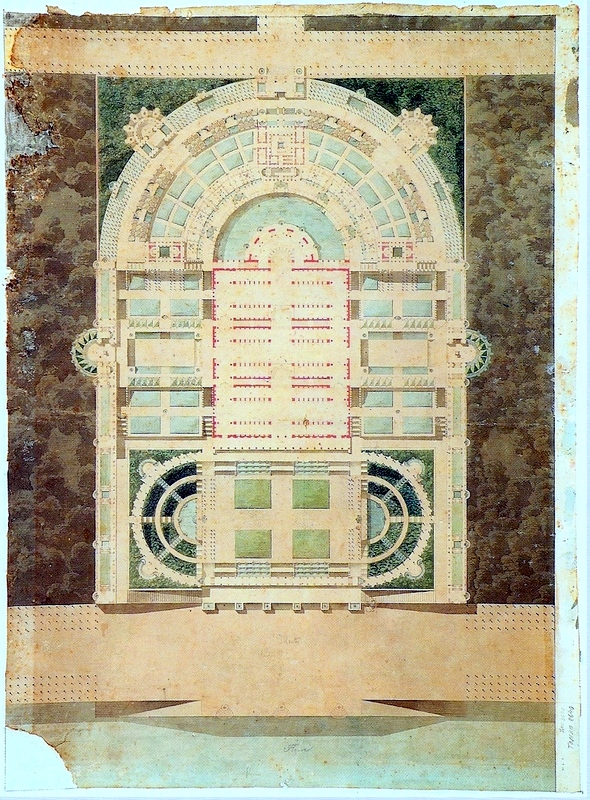
Projeto para um parque com jardins e lagos, não realizado.

A Missão Artística Francesa chegou ao Rio de Janeiro em 26 de março de 1816. Grandjean veio acompanhado da esposa e quatro filhas, mais dois discípulos e uma criada. D. João VI criou então a Escola Real de Ciências, Artes e Ofícios, na qual os franceses teriam de formar uma nova geração de artistas e realizar projetos dentro dos cânones do estilo neoclássico. Seu estilo pessoal foi uma síntese do Neoclassicismo francês e italiano (em particular da Toscana), com uma grande influência do palladianismo.
Para as festividades de aclamação de D. João VI colaborou com Debret na criação de uma série de ornamentações urbanas efêmeras, incluindo um templo de Minerva, um obelisco em estilo egípcio e um arco de triunfo em estilo romano. Foi incumbido de projetar e construir obras de urbanismo e embelezamento do Rio, como ruas, praças e parques, além de vários edifícios, como o da Praça do Comércio e o da Escola Real, inaugurada em 1826 como Academia Imperial de Belas Artes, já em pleno governo de D. Pedro I. Tudo o que resta do edifício, demolido em 1938, é o pórtico de feição clássica, instalado no Jardim Botânico do Rio de Janeiro.
Gradjean foi nomeado professor da classe de arquitetura da Academia Imperial em 1827. Contudo, o ensino da arquitetura não foi considerado prioritário pelo governo, e a classe funcionou precariamente por muitos anos, além de receber muitas críticas pela formação insuficiente que ministrava, concentrando-se nos aspectos estéticos da arte da construção e minimizando a importância dos aspectos técnicos. Segundo Cybele Fernandes, "os alunos eram muito despreparados, não conheciam línguas para utilizarem os livros técnicos da biblioteca, não tinham contato com monumentos antigos, não tinham dinheiro para viajarem à Europa. Quando já adiantados, não tinham também muitas oportunidades de trabalho nas repartições públicas do governo", atuando em uma época em que as encomendas eram dadas geralmente a arquitetos-engenheiros de formação militar. De fato, naquela época o interesse por uma formação arquitetônica nos moldes acadêmicos propostos pelos franceses era muito escasso. Daí que o número de discípulos formados por Grandjean ao longo dos 23 anos de sua atuação na Academia tenha se resumido a cerca de cinquenta. No entanto, eles levariam adiante seus ensinamentos e deixariam uma marca importante na paisagem urbana carioca e em outros lugares.
Para sua morada particular, hoje conhecida como Solar Grandjean de Montigny, o arquiteto construiu na Gávea em torno de 1826 um casarão em estilo palladiano adaptado ao clima dos trópicos, também trazendo elementos da arquitetura colonial brasileira. Tem dois andares, parcialmente circundados por galerias porticadas. O acesso ao primeiro andar se faz por uma escadaria. Na parte posterior da casa há dois salões cilíndricos. O prédio pertence hoje à Pontifícia Universidade Católica (PUC-Rio) e funciona como centro cultural.
O mais importante projeto de Grandjean que ainda está de pé é o edifício para a Praça do Comércio do Rio de Janeiro, em estilo claramente palladiano, para o qual foi incumbido por D. João VI e que se realizou entre 1819 e 1820. As fachadas são simples, mas o enorme espaço interno abobadado do edifício, de planta centrada, inspirado nas basílicas cívicas romanas, é o mais notável. O eixo principal é ladeado por galerias com colunas dóricas, e sobre o centro do edifício há uma cúpula com uma abertura que permite a entrada de luz. Hoje é a Casa França-Brasil, funcionando como centro cultural.
Grandjean também fez projetos que nunca saíram do papel, como uma Biblioteca Imperial (1841), o Senado do Império (1848), e outros edifícios monumentais, jardins e urbanizações para uma imaginada cidade ideal a ser erguida nos trópicos, que nunca foi construída.

## Legado
A antiga crença de que o Neoclassicismo foi introduzido no Brasil pela Missão Francesa hoje está ultrapassada, o que vale também para o caso de Montigny no campo da arquitetura, havendo diversos exemplos de edifícios neoclássicos erguidos em várias partes do Brasil antes de 1816. No entanto, é inegável que a Missão desempenhou um papel central na "oficialização" e divulgação do estilo, gerando grande escola de discípulos. Segundo Miranda & Grilo, 
"Grandjean de Montigny foi o paradigma dessa renovação, tornado autoridade pelo prestígio profissional como arquiteto premiado com o Prix-de-Rome, cuja formação acadêmica se destaca num país onde pontuavam os engenheiros militares. A criação da Academia Imperial de Belas-Artes foi decisiva para a difusão de uma nova arte: a arquitetura, em que a estética e a renovação dos materiais de construção tornaram-se determinantes. Nessa época, predominam edificações com matrizes europeias, rompendo com a tradição lusitana, em favor de uma linguagem internacional fixada pela École des Beaux-Arts de Paris, pela simetria e pelo rigor da composição das fachadas e plantas e fidelidade às ordens greco-romanas".

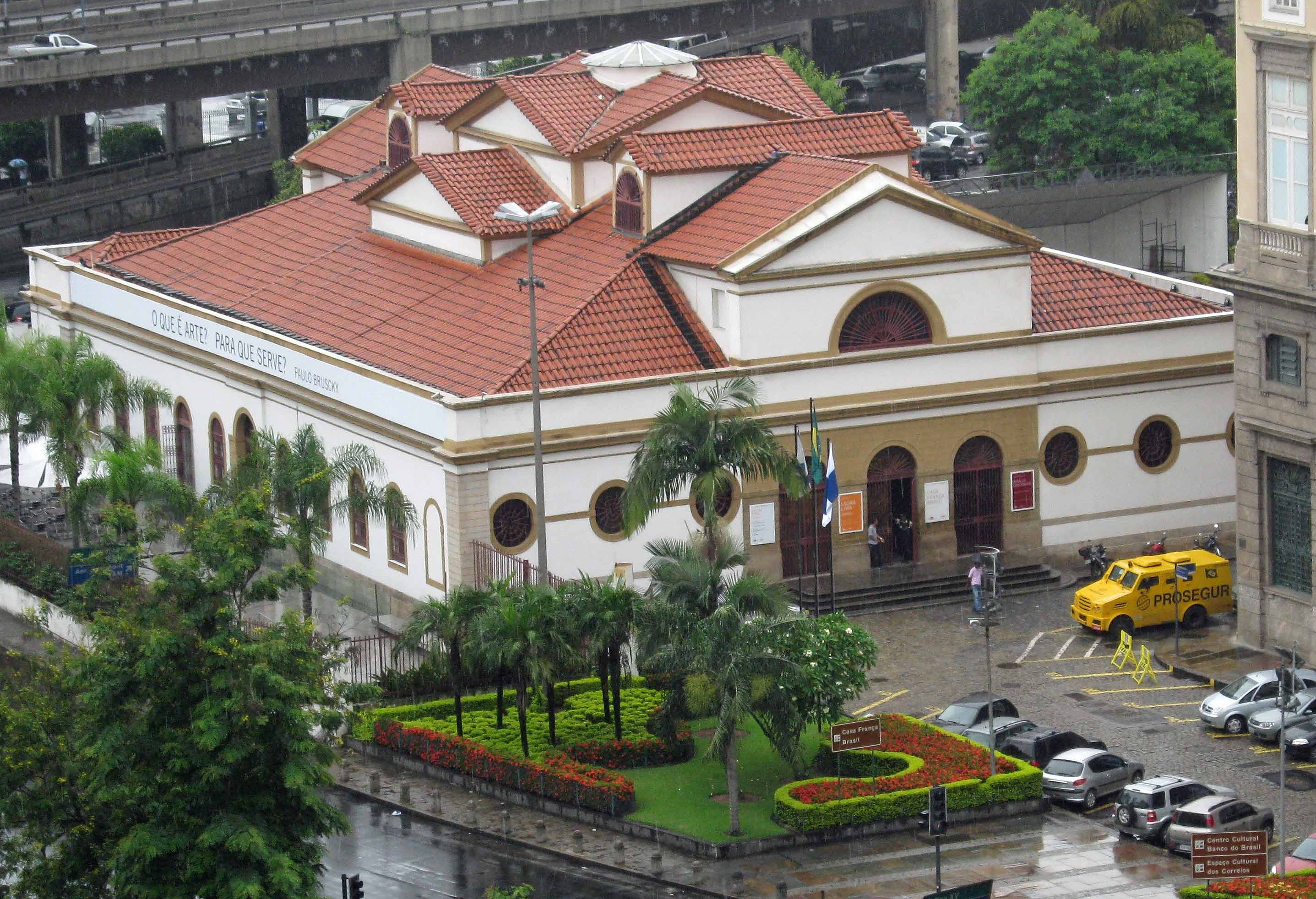
Casa França-Brasil, um dos poucos edifícios de sua autoria que sobreviveu.

Grandjean de Montigny conseguiu construir muito pouco do que projetou, e muito de sua obra edificada foi subsequentemente destruída. Apesar de haver construído pouco e não ser rigorosamente o introdutor do neoclássico no Brasil, sua importância para a história da arquitetura brasileira é grande. Para Roberto Conduru, 
"Admitir a manifestação do Neoclassicismo no Brasil antes de 1816 não significa questionar a importância da Missão Artística Francesa e da conseqüente criação da Academia Imperial de Belas Artes, nem diminuir a importância da figura ímpar de Grandjean de Montigny na arquitetura do Brasil na primeira metade do século XIX por sua produção arquitetônica (projetos e obras) e sua atuação como mestre na Academia. No que tange à questão do ensino artístico, a vinda da Missão e a criação da Academia são com toda certeza acontecimentos culturais que constituem um momento de viragem, marcando o fim de um tempo e o começo de outro — o início do ensino da arquitetura no Brasil longe do âmbito religioso e da esfera militar".
Segundo Helena Cunha de Uzeda, "o grande legado de Montigny foi, sem dúvida, sua participação direta na formação de toda uma geração de arquitetos brasileiros, que saíram de seu ateliê para erguer grandes projetos na capital e em cidades vizinhas — todos os que foram preservados constituem-se hoje em valioso acervo de nosso patrimônio cultural". Entre seus alunos contam-se os brasileiros José Maria Jacinto Rebelo e Teodoro de Oliveira e os portugueses Joaquim Cândido Guilhobel, José Domingos Monteiro e Francisco Joaquim Béthencourt da Silva, que deixaram extensa obra em estilo neoclássico no Rio de Janeiro e outras cidades, adotando variadas formulações do estilo, contribuindo para a popularização em larga escala desta estética e a criação de novas derivações.

## Distinções
Recebeu do imperador a Ordem Militar de Cristo. Seu nome batiza o Prêmio Grandjean de Montigny, instituído pelo Conselho de Arquitetura e Urbanismo do Rio de Janeiro, para distinguir novos talentos na arquitetura e urbanismo. Em 2016 foi o tema central do Seminário Internacional Grandjean de Montigny e a missão artística de 1816, organizado pela Fundação Casa de Rui Barbosa, o Laboratório de Estudos Urbanos da UFRJ e a Universidade de Paris, como parte das comemorações dos 200 anos da chegada do arquiteto ao Brasil e da institucionalização do ensino de arquitetura no país. Em 2017, comemorando seus 80 anos, o Museu Nacional de Belas Artes apresentou uma exposição exclusivamente dedicada ao arquiteto.